# Càl·lies de Mitilene
Càl·lies de Mitilene o Càl·lias de Mitilene（en llatí: Callias, en grec antic: Καλλίας) va ser un gramàtic de Mitilene a Lesbos, que va viure abans d'Estrabó, ja que aquest l'esmenta com un personatge cèlebre de l'illa i diu que va escriure comentaris sobre els poemes de Safo i Alceu.